# Trevante Rhodes
Trevante Nemour Rhodes (Ponchatoula, 10 febbraio 1990) è un attore ed ex velocista statunitense.

## Biografia
Nato a Ponchatoula, Louisiana, si trasferisce con la famiglia a Dallas, Texas, quando ha dieci anni. Si è diplomato alla Little Elm High School e successivamente ha studiato presso l'Università del Texas a Austin, dove si è distinto come atleta. Ha gareggiato come velocista nelle specialità 100 e 200 metri piani. Nel 2009 ha partecipato ai Campionati panamericani juniores di atletica a Port of Spain, Trinidad e Tobago, dove ha contribuito a far vincere alla sua squadra la medaglia d'oro nella staffetta 4×100 metri.
Dopo gli studi Rhodes si trasferisce a Los Angeles con l'intento di diventare attore, muovendo i primi passi tra cortometraggi e piccoli ruoli cinematografici. Ottiene la ribalta internazionale grazie al ruolo da protagonista nel pluripremiato Moonlight di Barry Jenkins.

## Filmografia

### Cinema
- Open Windows, regia di Nacho Vigalondo (2014)
- The Night Is Young, regia di Dave Hill e Matt Jones (2015)
- Lady Luck, regia di Clifton McCurry (2016)
- Moonlight, regia di Barry Jenkins (2016)
- Shangri-La Suite, regia di Eddie O'Keefe (2016)
- Il codice del silenzio (Burning Sands), regia di Gerard McMurray (2017)
- 12 Soldiers (12 Strong), regia di Nicolai Fuglsig (2018)
- The Predator, regia di Shane Black (2018)
- Bird Box, regia di Susanne Bier (2018)
- Gli Stati Uniti contro Billie Holiday (The United States vs. Billie Holiday), regia di Lee Daniels (2021)
- Mea Culpa, regia di Tyler Perry (2024)

### Televisione
- Gang Related – serie TV, 1 episodio (2014)
- The Infamous – film TV, regia di Anthony Hemingway (2016)
- If Loving You Is Wrong – serie TV, 10 episodi (2015-2016)
- Westworld - Dove tutto è concesso (Westworld)  – serie TV, 1 episodio (2016)
- Mike - miniserie TV, 8 episodi (2022)

## Doppiatori italiani
Nelle versioni in italiano delle opere in cui ha recitato, Trevante Rhodes è stato doppiato da:
- Andrea Mete in 12 Soldiers, Bird Box, Gli Stati Uniti contro Billie Holiday
- Flavio Aquilone in The Predator, Mike
- Simone D'Andrea in Moonlight
- Alessandro Messina in Westworld - Dove tutto è concesso
- Riccardo Scarafoni ne Il codice del silenzio
- Dodo Versino in Buon Natale da Candy Cane Lane